# Vicente Guillot
Vicente Guillot Fabián (ur. 15 lipca 1941) – hiszpański piłkarz, występujący na pozycji napastnika.
Z zespołem Valencia CF zdobył dwukrotnie Puchar Miast Targowych (1962, 1963) i jeden raz Copa del Generalísimo (1967). W latach 1962–1965 rozegrał 6 meczów i strzelił 4 gole w pierwszej reprezentacji Hiszpanii. Znajdował się w kadrze na Euro 1964, gdzie Hiszpania zdobyła mistrzostwo (nie wystąpił jednak w żadnym z dwóch meczów finałowego turnieju).